# Limnomys bryophilus
Limnomys bryophilus là một loài động vật có vú trong họ Chuột, bộ Gặm nhấm. Loài này được Rickart, Heaney, & Tabaranza mô tả năm 2003.

## Hình ảnh

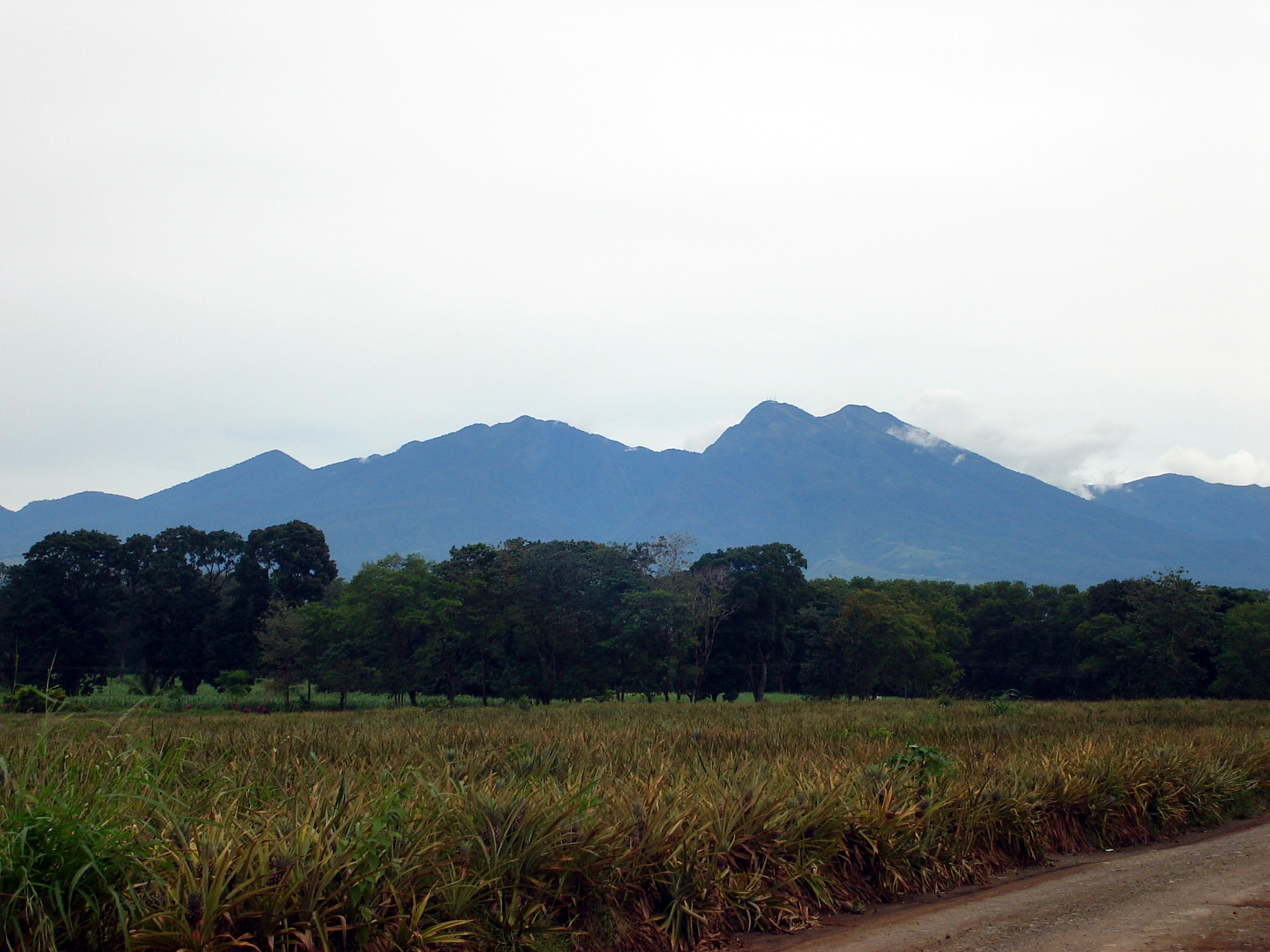